# Nandurbar
Nandurbar (en marathi: नंदुरबार), est une ville de la division de Nashik du Maharashtra en Inde.

## Géographie
Nandurbar est le chef lieu du district de Nandurbar.
La ville compte une population de 94 365 habitants en 2011.